# دارين جوردن (لاعب كرة قدم أمريكية)
دارين جوردن (بالإنجليزية: Darin Jordan)‏ هو لاعب كرة قدم أمريكية أمريكي، ولد في 4 ديسمبر 1964 في بوسطن في الولايات المتحدة.

## وصلات خارجية
- دارين جوردن على موقع مرجع كرة القدم المحترفة.كوم (الإنجليزية)
- دارين جوردن على موقع JustSportsStats.com (الإنجليزية)